# Nina Zöggeler
Nina Zöggeler (Lana, 5 febbraio 2001) è una slittinista italiana.
È figlia dell'ex campione olimpico Armin Zöggeler e cugina della slittinista Sandra Robatscher.
Zöggeler ha fatto il suo debutto internazionale nella stagione 2015/16 nella Coppa del Mondo di slittino giovanile.
Ai XXIV Giochi olimpici invernali del 2022, suo esordio olimpico, si è piazzata in 15ª posizione nell'evento dello slittino singolo.